# Hemipsectra
Hemipsectra là một chi bướm đêm thuộc họ Erebidae.